# Беліз на літніх Олімпійських іграх 2020
Беліз на літніх Олімпійських іграх 2020 представляли три спортсмени у двох видах спорту.

## Спортсмени
| Вид спорту                      | Чоловіки | Жінки | Загалом |
| ------------------------------- | -------- | ----- | ------- |
| Легка атлетика                  | 1        | 1     | 2       |
| Веслування на байдарках і каное | 1        | 0     | 1       |
| Загалом                         | 2        | 1     | 3       |